# Suboficial principal
Suboficial principal es un rango militar utilizado al menos en Argentina.

## Argentina
En Argentina, el rango de suboficial principal (SP) es el penúltimo rango de cada una de las Fuerzas Armadas, siendo el grado inmediato superior al de sargento ayudante en el Ejército, al de suboficial primero en la Armada y al de suboficial ayudante en la Fuerza Aérea.

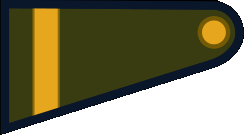
Insignia de suboficial principal del Ejército Argentino
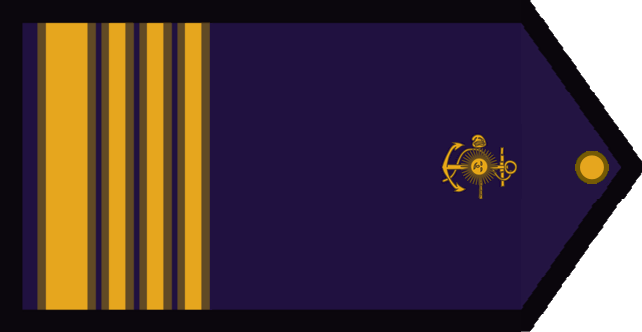
Insignia de suboficial principal de la Armada Argentina
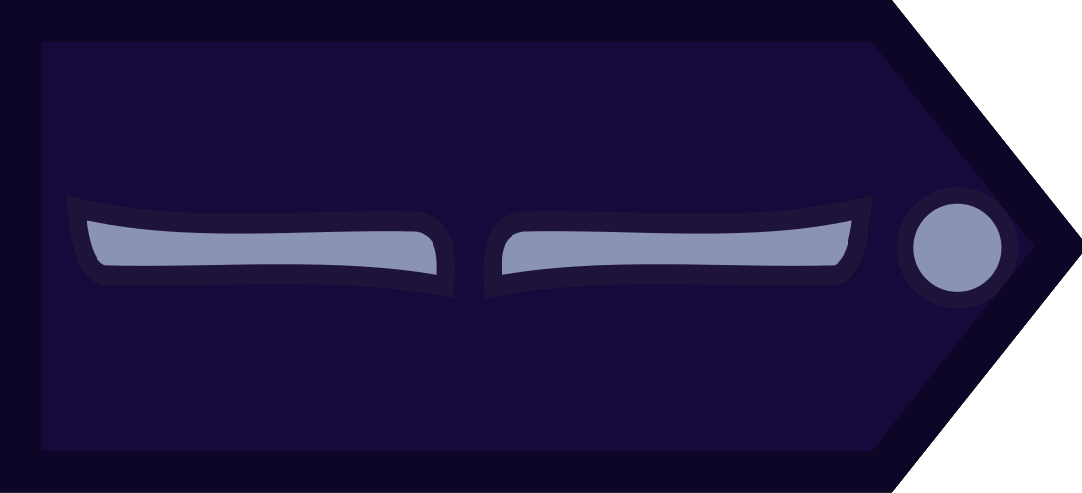
Insignia de suboficial principal de la Fuerza Aérea Argentina